# Porýní-Falc
Porýní-Falc (německy Rheinland-Pfalz  [ˈʁaɪ̯nlantˈp͡falt͡s]), je spolková země rozkládající se na západě Spolkové republiky Německo po obou březích Rýna. Hraničí s Belgií, Lucemburskem a Francií. Hlavním a největším městem je Mohuč (Mainz).

## Historie
Spolková země Porýní-Falc byla ustavena 30. srpna 1946. Byla vytvořena na severu francouzské okupační zóny z větší části dosud bavorské Rýnské Falce, jižních částí pruské provincie Porýní (včetně území zemského okresu Birkenfeld, náležejícího původně k Oldenbursku), západní části pruské provincie Nasavska, a části Hesenska-Darmstadtska (části provincie Rýnské Hesensko ležící na západním břehu Rýna). Vytvoření nové země bylo poté schváleno referendem dne 18. května 1947.

### Starověk
V 1. století př. n. l. byla většina území moderní spolkové země, jako součást Galie, dobyta pro Římskou říši Gaiem Juliem Caesarem, přičemž novou hranicí Římské říše se stal tok Rýna. Za vlády prvního římského císaře Augusta byla roku 22 př. n. l. tato Římany dobytá část moderní spolkové země začleněna do nové provincie Gallia Belgica, z níž byla roku 85 n. l. část území vyčleněna do nově vytvořených provincií Dolní Germánie (severozápad území spolkové země), s centrem ve městě Colonia Claudia Ara Agrippinensium (dnešní Kolín nad Rýnem) a Horní Germánie s centrem v Mogontiacu (dnešní Mohuč). Právě zemská metropole Mohuč je jedním z Římany založených měst na území moderního Německa a původně se jednalo o římský vojenský tábor. Dalšími Římany založenými městy na území moderní spolkové země, byly Borbetomagus (dnešní Worms), Novioamgus (dnešní Špýr), či Augusta Treverorum, což je dnešní Trevír, v období Římské říše patřící do provincie Gallia Belgica. Trevír se stal v pozdní antice rezidencí několika římských císařů. Od roku 297 n. l. byly hornogermánské části moderní spolkové země začleněny do nově vytvořené provincie Germania Prima, která byla od roku 314 součástí Diecéze Galie. Od roku 395 byly římské části moderní spolkové země součástí Západořímské říše. V roce 406 Germánigermánské kmeny Alanů, Vandalů, Svébů a patrně i Burgundů překročili Rýn a napadli římskou Galii. Burgundi se usadili jako foederati v Dolní Germánii podél středního Rýna.
V roce 411 burgundský král Gundahar ve spolupráci s Goarem, králem Alanů, ustanovil Jovina loutkovým císařem. Pod záminkou Jovinovy císařské autority se Gundahar usadil na západním břehu Rýna, mezi řekami Lauter a Nahe, přičemž se zmocnil osad Borbetomagus, Špýr a Štrasburk. Zřejmě v rámci příměří jim římský císař Honorius později oficiálně území přidělil. Burgundové zde vytvořili svoje království Burgundů, jehož metropolí učinili Borbetomagus, dnešním Wormsu.. Navzdory tomu, že Burgundi získali postavení římských foederátů, se staly burgundské nájezdy do římské provincie Galie Belgica na severu pro Římany nesnesitelné a tak v roce 436 římský generál Flavius Aetius povolal hunské žoldáky, kteří v roce 437 království napadli a porazili. Král Gundahar byl zabit v roce 436 v boji, údajně spolu s většinou Burgundů. Tato bitva byla předlohou středověkému eposu Písni o Nibelunzích.

## Administrativní členění
Zemské okresy
1. Ahrweiler
2. Altenkirchen (Westerwald)
3. Alzey-Worms
4. Bad Dürkheim
5. Bad Kreuznach
6. Bernkastel-Wittlich
7. Birkenfeld
8. Cochem-Zell
9. Donnersberg (Donnersbergkreis)
10. Bitburg-Prüm (Eifelkreis Bitburg-Prüm)
11. Germersheim
12. Kaiserslautern
13. Kusel
14. Mohuč-Bingen (Mainz-Bingen)
15. Mayen-Koblenz
16. Neuwied
17. Rýn-Hunsrück (Rhein-Hunsrück-Kreis)
18. Rýn-Lahn (Rhein-Lahn-Kreis)
19. Rýn-Falc (Rhein-Pfalz-Kreis)
20. Jižní vinná stezka (Südliche Weinstraße)
21. Jihozápadní Falc (Südwestpfalz)
22. Trevír-Saarburg (Trier-Saarburg)
23. Vulkaneifel
24. Westerwald

Městské okresy
1. Frankenthal
2. Kaiserslautern
3. Koblenz
4. Landau in der Pfalz
5. Ludwigshafen am Rhein
6. Mohuč
7. Neustadt an der Weinstraße
8. Pirmasens
9. Špýr
10. Trevír
11. Worms
12. Zweibrücken